# La miel
La miel és una pel·lícula de comèdia dramàtica espanyola del 1979 dirigida per Pedro Masó. Va suposar el debut cinematogràfic de Jorge Sanz.

## Argument
Don Agustín, un mestre d'escola, visita a la família de Paco, un antic alumne. Inés, la mare de Paco li demana que aconselli positivament al seu fill, a canvi de diners. El professor acaba acceptant pressionat per la seva germana Amelia, que necessita els diners per la seva afició desmesurada a jugar en el bingo. Agustín comença a freqüentar al noi, però comença a sospitar que la seva mare exerceix la prostitució.

## Repartiment
- Jane Birkin - Inés
- José Luis López Vázquez- Don Agustín
- Jorge Sanz - Paco
- Agustín González - Inquilí
- Amelia de la Torre - Amelia, germana d'Agustín
- Guillermo Marín - Don Jaime
- Alfonso Castizo - Guàrdia urbà